# Hamilton megye (Nebraska)
Hamilton megye az Amerikai Egyesült Államokban, azon belül Nebraska államban található. Megyeszékhelye és legnagyobb városa Aurora. Lakosainak száma 9429 fő (2020. április 1.). Hamilton megye Merrick, Clay, Adams, Hall, Polk és York megyékkel határos.

## Népesség
A megye népességének változása:
| Lakosok száma | 9127 | 9070 | 9029 | 9112 | 9190 | 9429 |
|               | 2010 | 2011 | 2012 | 2013 | 2015 | 2020 |